# Antoine Joseph Lemarchant de Gomicourt
Antoine Joseph, chevalier Lemarchant de Gomicourt et de l'Empire né le (13 février 1763 à Albert décédé le 23 mai 1827 à Paris), est un homme politique français des XVIIIe et XIXe siècles.

## Biographie

### Partisan de l'Ancien Régime
Antoine Joseph Lemarchant est le fils de Noël-Antoine Lemarchant et de Marie-Josèphe Audouart. Il fait ses études au collège de Juilly, et devient président au bureau des finances de la généralité d'Amiens.
Il occupe encore ces fonctions quand la Révolution éclate. Opposé aux principes de la Révolution, il émigre en 1792. Rentré en France l'année suivante, il est arrêté et incarcéré : il reste en prison pendant la Terreur, et ne doit sa liberté qu'à la chute de Robespierre. Conservateur dans l'âme, il poursuit sous le Directoire, le Consulat, l'Empire et la Restauration une carrière d'élu local et national.

### Carrière politique

#### Sous le Directoire, député au Conseil des Cinq Cents
Il revient dans son pays et, peu après, est élu député de la Somme au Conseil des Cinq-Cents, le 20 vendémiaire an IV (1795). Il réussit dès son arrivée par faire annuler la nomination de Barère.
Sa coopération aux travaux du Conseil est, jusqu'au  27 juin 1795, à peu près inaperçue ; mais dans la séance de ce jour, il fixe sur lui l'attention publique. À la même période, les clichiens, contrariés par l'établissement du cercle constitutionnel, ne pouvaient contenir l'expression de leur mécontentement.
Lemarchant de Gomicourt, ennemi déclaré des principes du jacobinisme, saisissant l'à-propos du message du Directoire relatif aux primes à accorder aux chasseurs-louvetiers, fait un rapport sur la destruction des loups. Il trouve plaisant de mettre, dans son rapport dont l'originalité égaya l'assemblée, en parallèle ces animaux dévorants avec les membres des sociétés populaires :

« Avant-hier, dit M. Lemarchant de Gomicourt, on vous a fait sentir la nécessité de remettre sous vos yeux le message du directoire relatif aux sociétés populaires ; aujourd'hui je viens prier le conseil de statuer sur un autre message, relatifs la destruction des loups. Là, c'est une discussion qui intéresse les amis de l'ordre et du gouvernement ; ici, vous aurez à prononcer en faveur des moutons, contre une race justement abhorrée, celle des loups. Des renseignemens postérieurs au premier rapport que je vous ai soumis, ont instruit votre commission que ces animaux féroces commencent à donner de justes inquiétudes ; que voyant, sans doute, quelques moutons (ndlr : les clichiens) se réunir, ils ont cru devoir en faire autant. Mais, citoyens, vous saurez protéger les porteurs de laine, et peut-être pour anéantir leurs ennemis adopterez-vous le projet de résolution que je présente à la discussion. »

L'allusion aux clubs politiques, des Jacobins notamment, plut fort aux clichiens, fait sourire de pitié ceux qui n'étaient pas de ce parti et est même taxée de « fade plaisanterie déplacée et de mauvais goût ». Le discours ne produit pas tout l'effet que M. Lemarchant de Gomicourt s'était promis, et l'orateur ne jugea pas utile, dans les séances subséquentes, de répéter cet essai d'éloquence parlementaire. Malgré tout, sa plaisanterie ingénieuse excita la haine et la vengeance des Jacobins.

#### Le proscrit
La lutte qui s'établit deux mois après entre les conseils et le directoire exécutif n'est pas favorable à M. de Gomicourt, qui se trouve atteint avec plusieurs de ses collègues par la Révolution du 18 fructidor an V (4 septembre 1797). Suspecté de royalisme, il est déporté, parvient à s'évader et reste quelque temps en Prusse, puis se rend à l'île d'Oléron, où Bonaparte lui rend la liberté (décembre 1799).

#### Un dirigeant local et national sous le Consulat et l'Empire
Entièrement dévoué au Premier Consul, Lemarchant de Gomicourt devient, après le 18 brumaire, conseiller général de la Somme et maire d’Albert.
Le maire d’Albert est présent aux cérémonies du sacre de Napoléon Ier.
Il est candidat au Corps législatif en 1805, et est élu par le Sénat conservateur, le 4 mai 1811, député de la Somme au Corps législatif, dont il est secrétaire en 1813.

#### Fonctions honorifiques
Nommé conservateur des forêts, fonctions qu'il occupe jusqu'à sa mort, membre de l'Académie des sciences d'Amiens en 1812, il est créé chevalier de l'Empire et de l'Ordre de la Réunion le  21 février 1814.

#### Sous la Restauration, député de la Chambre introuvable
Lemarchant de Gomicourt adhère cependant à la déchéance de Napoléon Ier et au rappel des Bourbons. Louis XVIII lui accorde, à la première Restauration des lettres de noblesse, la croix de chevalier de la Légion d'honneur le  2 novembre 1814, et celle d'officier le 11 novembre suivant.
Rallié aux légitimistes, il est élu, le  22 août 1815, député du collège du département de la Somme, le  22 août 1815. Il fait partie de la majorité de la Chambre introuvable, est nommé président de son collège électoral (1816), et est réélu par le même collège, le 4 octobre, et le 13 novembre 1820. Il vote constamment avec les ultraroyalistes pour les lois d'exception, pour le nouveau système électoral, etc. Il n'est pas réélu en 1824.

## Lemarchant de Gomicourt dans la littérature
Victor Hugo cite Lemarchant de Gomicourt dans le tome III des Misérables : 

« Ces récits tragiques abondaient dans le salon de madame de T. ; et à force d'y maudire Marat, on y applaudissait Trestaillon. Quelques députés du genre introuvable y faisaient leur whist, M. Thibord du Chalard, M. Lemarchant de Gomicourt, et le célèbre railleur de la droite, M. Cornet-Dincourt. »

.

## Fonctions, titres, distinctions

### Fonctions
- Président au bureau des finances de la généralité d'Amiens (1789) ;
- Député de la Somme au Conseil des Cinq-Cents ( 18 octobre 1795) ;
- Conseiller général de la Somme (1800) ;
- Maire d'Albert (1800) ;
- Député de la Somme au Corps législatif ( 4 mai 1811) ;
- Secrétaire du Corps législatif (1813) ;
- Conservateur des forêts (jusqu'à sa mort) ;
- Député de la Somme à la Chambre introuvable ( 22 août 1815, réélu les  4 octobre 1815 et  13 novembre 1820).

### Titres
- chevalier Lemarchant de Gomicourt et de l'Empire (lettres patentes du  21 février 1814)
- Anobli par lettres de noblesse (première Restauration).

### Distinctions

#### Décorations
- Ordre de la Réunion :
  - Chevalier de l'Ordre de la Réunion ( 21 février 1814) ;
- Légion d'honneur :
  - Chevalier ( 2 novembre 1814), puis,
  - Officier de l'Ordre royal de la Légion d'honneur ( 11 novembre 1814).

#### Règlement d'armoiries
« De sable, au vaisseau à trois mâts d'argent, soutenu d'une mer de sinople; bordure d'azur du tiers de l'écu, chargée au deuxième point en chef du signe des chevaliers de l'Ordre impérial de la Réunion. »

## Pour approfondir